# Michail Jakovlevič Ščerbinin
Michail Jakovlevič Ščerbinin (rusky Михаил Яковлевич Щербинин, 1705 Pskovská gubernie Ruské carství – 1. června 1744 Jakutsk Ruské impérium) byl důstojník ruského carského námořnictva, navigátor, účastník Velké severní expedice.

## Život
Narodil se v roce 1705 v dnešní Pskovské oblasti do drobné šlechtické rodiny Ščerbininů. Jeho otec vlastnil v této oblasti 11 zemědělských usedlostí.
V roce 1719 absolvoval moskevskou Školu matematických a navigačních nauk a nastoupil na petrohradskou Akademii námořní stráže. Roku 1726 nastoupil jako kadet do carského námořnictva, sloužil na různých lodích Baltské flotily. V listopadu 1731 složil zkoušku na podnavigátora, členy komise byli například Vasilij Prončiščev, Pjotr Lassinius a Ivan Košelev.
Dne 28. dubna 1733 si poslal žádost o přidělení do Velké severní expedice, admiralitou mu bylo vyhověno a v roce 1735 byl přidělen do lensko-kolymského oddílu pod vedením Pjotra Lassiniuse. Nebyl přiřazen na palubu lodi Irkutsk, ze které průzkumníci prováděli mapování břehů východně od ústí řeky Leny. Členové výpravy pod Lassiniusovým vedením při zimování v ústí řeky Chara-Ulach onemocněli kurdějemi. Po Lassiniusově smrti velení oddílu převzal navigátor Vasilij Rtiščev, který informoval o neúspěších oddílu a požádal Beringa o urgentní pomoc. Na jaře 1736 Dmitrij Laptěv, který převzal vedení lensko-kolymského oddílu, vyslal z Jakutska oddíl 14 mužů vedených Ščerbininem, aby dovezli na zimoviště zásoby a posílili oddíl. Na začátku června Ščerbinin dorazil do zimoviště, kde našel naživu pouze devět z původních 45 členů oddílu. Převezl je urychleně do Jakutska. Dne 1. ledna 1738 byl Ščerbinin povýšen do hodnosti navigátora za svou účast na Velké severní expedici.
V září 1738 Dmitrij Laptěv pověřil Ščerbinina jako svého zástupce, aby připlavil loď pro plavbu a dopravil zásoby do ústí Indigarky. V létě roku 1739 prozkoumal Ščerbinin mys Buor-Chaja, který detailně popsal a zmapoval. Na podzim téhož roku se zapojil hledání nejvhodnějšího zimoviště při ústí Indigarky. Během zimování popsal další kanály Indigarky v její deltě. Na jaře 1740 zmapoval řeku Janu.
Na podzim roku 1740 vyslal Dmitrij Laptěv Ščerbinina z Nižněkolymsku do Anadyru, aby tam nachystal dřevo na stavbu lodí pro plavbu po řece Anadyr.
V létě 1741 se Dmitrij Laptěv vydal se svým oddílem na moře. Loď Irkutsk doprovázely dva čluny po dvanácti kozácích. Těmto člunům velel Ščerbinin, plul před Irkutskem, měřil hloubku moře a vybíral průchody mezi ledovými krami. U mysu Velký Baranov byl oddíl zastaven nakupenými ledovými krami a členové expedice museli lodě opustit a pokračovat dále na psích spřeženích. Přes Irkutsk se vrátily do Anadyru, kde zesláblý Ščerbinin vážně onemocněl a tak byl koncem roku 1741 odeslán na léčení do Jakutska. 
V letech 1743-1744 sloužil v Jakutsku pod velením Alexeje Čirikova, ale měl účastí na arktické expedici tak narušené zdraví, že dne 1. června 1744 předčasně zemřel ve věku 39 let.

## Paměť
V roce 1919 polárník Roald Amundsen pojmenoval mys na východním pobřeží Tajmyru po Ščerbininovi.